# Flor de piolas
 Flor de piolas  es una película filmada en colores de Argentina dirigida por Rubén W. Cavallotti según el guion de Rodolfo Manuel Taboada que se estrenó el 28 de mayo de 1969 y que tuvo como protagonistas a Ángel Magaña, Inés Moreno, Juan Carlos Altavista y Enrique Dumas . El filme se exhibió con el título alternativo de Impuesto al pecado.

## Sinopsis
Una banda de chantajistas viaja de pueblo en pueblo eligiendo a sus víctimas.

## Reparto
- Ángel Magaña
- Inés Moreno
- Juan Carlos Altavista
- Enrique Dumas
- Tono Andreu
- Alberto Irízar
- Miguel Ligero
- Alberto Olmedo
- Jorge Porcel
- Javier Portales
- Marcos Zucker
- Loló Prat

## Comentarios
La Prensa escribió F.T.P.:

”Un policial sin mayores pretensiones y bastante entretenida con sus muchas peripecias y el libre diálogo.”

'Clarín dijo:

”Humor ocre de fuerte contenido crítico….con la presencia de numerosas figuras muy bien cotizadas en el ámbito del espectáculo.”

La Razón opinó:

”Una vuelta de tuerca a la picardía criolla, esta vez en un plano de mayor originalidad…Comedia que combina las situaciones jocosas con cierta dosis de interés argumental, todo encaminado a un final aleccionador.”